# Kovács Yvette Alida
Kovács Yvette Alida (Budapest, 1978 –) magyar jelmez- és látványtervező.

## Életpályája
1996-ban érettségizett a strassbourgi Európa Gimnáziumban. 1996-ban a Román Iparművészeti Akadémián kezdte tanulmányait. Diplomáját 2002-ben a Magyar Képzőművészeti Egyetem látványtervező szakán szerezte, ahol 1997-től tanult. 1999-ben – a Soros Alapítvány ösztöndíjasaként – diplomát szerzett a Pekingi Nyári Egyetemen, ahol a kínai viseleteket, valamint a pekingi operajelmezeket kutatta. 2003-2007 között a szolnoki Szigligeti Színház, majd 2007-2011 között a Budapesti Kamaraszínház díszlet- és jelmeztervezője volt. 2011-2015 között a Pesti Magyar Színházban dolgozott. 2010–2012 között a Lycée Français Gustave Eiffel de Budapest művészettanára, 2012 óta a Pesti Magyar Színiakadémián tanít.
Rendszeresen dolgozik fővárosi és vidéki színházakban illetve produkciókban.
2013-2019 között a Színház- és Filmművészeti Egyetem doktori iskolájában tanult, ahol DLA dokozatot szerzett. Témavezetője Huszti Péter volt. Doktori értekezését korábbi mesteréről, Vágó Nellyről írta.

## Filmes és televíziós munkái
- Géniusz, az alkimista (2010) – jelmeztervező
- Társulat (2008 Magyar Televízió) – jelmeztervező
- Ítélet és kegyelem (2020) – jelmeztervező

## Díjai és kitüntetései
- Főnix-díj (2012)
- Vágó Nelly Jelmeztervezői Különdíj (2008)